# Robert Ferrers, 5. Baron Ferrers of Chartley
Robert Ferrers, 5. Baron Ferrers of Chartley (nach anderer Zählung auch 4. Baron Ferrers of Chartley) (* 31. Oktober 1357 oder 1359; † 12. oder 13. März 1413) war ein englischer Adliger.
Robert Ferrers entstammte der alten Adelsfamilie Ferrers. Er war der älteste Sohn von John de Ferrers, 4. Baron Ferrers of Chartley und dessen Frau Elizabeth de Stafford. Nach dem Tod seines Vaters 1367 wurde er der Erbe von dessen umfangreichen Besitzungen und des Titels Baron Ferrers of Chartley. Er wurde jedoch nie ins Parlament berufen.
Nach dem 16. September 1376 heiratete er in erster Ehe Elizabeth, deren Herkunft unbekannt ist. Nach ihrem Tod heiratete er in zweiter Ehe Margaret le Despenser († 1415), eine Tochter von Edward le Despenser, 1. Baron le Despenser und dessen Frau Elizabeth Burghersh. Mit ihr hatte er mehrere Kinder, darunter:
- Edmund Ferrers, 6. Baron Ferrers of Chartley
- Thomas Ferrers († nach April 1416)
- Edward Ferrers († um 1415)
- Philippa Ferrers ⚭ Sir Thomas Green (1399/1400–1461)

Er wurde in Merevale Abbey beigesetzt. Sein Erbe wurde sein ältester Sohn Edmund.